# Wilhelm von Stengel
Wilhelm Freiherr von Stengel (* 21. Juli 1860 in Donauwörth; † 19. Februar 1927 in Starnberg) war ein deutscher Kommunalpolitiker.
Freiherr von Stengel war der Sohn von Nikolaus Leopold Freiherr von Stengel und Ida geb. Wurm. 1888 heiratete er Laura geb. Freiin von Welser.  Sie hatten eine Tochter.
Freiherr von Stengel war vom 1. Oktober 1905 bis 31. August 1925 Bezirksamtmann des Bezirksamts Starnberg.